# Берр, Фридрих
Не следует путать с Иоганном Йозефом Бером и Йозефом Бэром.
Фридрих (Фредерик) Берр (нем. Friedrich Berr или Beer, фр. Frédéric Berr; 17 апреля 1794, Маннгейм ― 24 сентября 1838, Париж) ― немецкий кларнетист, работавший во Франции.
С шести лет учился играть на скрипке, затем ― на флейте и фаготе. В 16 лет ушёл из дома и присоединился к французскому военному оркестру как фаготист, принимал участие в Войне на Пиренейском полуострове. После войны Берр отправился в Париж, где начал заниматься композицией, сначала под руководством Франсуа-Жозефа Фети, а затем у Антонина Рейхи. Лишь в это время Берр начинает самостоятельно осваивать игру на кларнете. Вскоре он становится солистом оркестра театра «Водевиль» и меняет написание своей фамилии с Beer на Berr, чтобы его не путали с Йозефом Бером. В последующие годы Берр работал в Итальянской опере (1825―1838) и при дворе короля Луи-Филиппа, преподавал в Парижской консерватории (1831―1836) и Гимназии военной музыки (1836―1838).
Представитель немецкой школы кларнета, Берр культивировал чистоту и ясность звучания инструмента, а также активно пропагандировал игру с тростью на нижней губе, а не под верхней, что было распространено в то время. Он играл на кларнете системы Ивана Мюллера и в 1836 году написал учебник игры на нём. Берру также принадлежат различные сочинения для духовых инструментов и военных оркестров. Среди его учеников ― Гиацинт Клозе.

## Источник
- Pamela Weston. Clarinet Virtuosi of the Past. ― London, 1971